# Amleto Novelli
Amleto Novelli (* 12. Oktober 1885 in Bologna; † 16. April 1924 in Turin) war ein italienischer Schauspieler, der durch zahlreiche Stummfilme internationale Bekanntheit erlangte.

## Leben
Novelli debütierte 1906 als Theaterschauspieler am Teatro Tiberino. Drei Jahre später wurde er von der italienischen Filmproduktionsgesellschaft Cines unter Vertrag genommen. Nach einigen Rollen in Kurzfilmen erhielt Novelli Hauptrollen in verschiedenen Historienfilmen und Epen unter Regisseuren wie Mario Caserini und Enrico Guazzoni. Besonders die Zusammenarbeit mit Letzterem brachte Novelli einige internationale Erfolge ein: 1913 verkörperte er die Hauptrolle des „Marcus Vinicius“ in der Sienkiewicz-Verfilmung Quo vadis?, im selben Jahr den Marc Anton in dem an Shakespeare angelehnten Peplum Kleopatra, die Herrin des Nils und 1914 die Titelrolle in der ersten filmischen Caesar-Biographie Caio Giulio Cesare, die das Leben des römischen Politikers und Feldherrn von dessen Jugend bis zu seiner Ermordung 44 v. Chr. nachzeichnet. Außerdem porträtierte er Pontius Pilatus in Giulio Antamoros Christus-Film. In sechzehn Jahren künstlerischen Schaffens wirkte Novelli in über 100 Filmproduktionen mit und spielte die männliche Hauptrolle neben populären Diven seiner Zeit wie Lyda Borelli, Francesca Bertini und Pina Menichelli. Aus diesen ragt insbesondere seine Darstellung des Dandy-Schriftstellers „Corrado Silla“ in Carmine Gallones Malombra (1918) heraus, den er neben der Borelli als einen zwischen Düsternis und Leidenschaft schwankenden Charakter gab. Novelli starb 1924 plötzlich während der Dreharbeiten zu Mario Camerinis Film La casa dei pulcini. Bei seinem letzten, posthum fertiggestellten Film handelt es sich wie bei seinem Filmdebüt um eine Adaption von Tommaso Grossis Historienroman Marco Visconti.
Amleto Novelli wurde auf dem Campo Verano in Rom beerdigt.

## Filmografie (Auswahl)
- 1909: Marco Visconti
- 1909: Don Carlos
- 1909: Das neue Mütterchen (La nuova mammina)
- 1909: Die Glocke (La campana)
- 1910: Redekunst einer Blume (Eloquenza di un fiore)
- 1910: Die Verschwörung von Piacenza (La congiura di Piacenza)
- 1910: Der Deserteur (Il disertore)
- 1910: Die Schlacht von Legnano (La battaglia di Legnano)
- 1910: Giovanni de Medici (Giovanni dalle bande nere)
- 1911: Romola
- 1911: Agrippina
- 1911: Cäcilia (Santa Cecilia)
- 1911: Antigone
- 1911: Die Maccabäer (I maccabei)
- 1911: Aus Diocletians Zeiten (San Sebastiano)
- 1911: Das befreite Jerusalem (Gerusalemme liberata)
- 1912: Brigante e carabiniere
- 1912: Verrat (Tradimento)
- 1912: Unter Robespierre (Sotto Robespierre)
- 1912: Catilina
- 1912: In pasto ai leoni
- 1912: Das Leben für das Vaterland (Pro patria mori)
- 1913: La Gerusalemme liberata
- 1913: Fra uomini e belve
- 1913: Quo vadis?
- 1913: Der schwarze Knäuel (Il gomitolo nero)
- 1913: Peter (Sulla via dell’oro)
- 1913: Die Herrin des Nils (Marcantonio e Cleopatra)
- 1914: Caio Giulio Cesare
- 1915: Der Hochzeitsmarsch (La marzia nuziale)
- 1916: Christus
- 1917: Malombra
- 1918: Fabiola
- 1918: La Gerusalemme liberata
- 1919: Il padrone delle ferriere
- 1919: Spiritismo
- 1919: La piovra
- 1919: Fantasia bianca
- 1920: Zingari
- 1923: La piccola parrochia
- 1923: Il fornaretto di Venezia
- 1924: La casa dei pulcini
- 1925: Marco Visconti